# Tibouchina fulvipilis
Tibouchina fulvipilis är en tvåhjärtbladig växtart som beskrevs av Célestin Alfred Cogniaux. Tibouchina fulvipilis ingår i släktet Tibouchina och familjen Melastomataceae. Inga underarter finns listade i Catalogue of Life.